# Маскираният певец
„Маскираният певец“ е българска версия на шоуто The Masked Singer, чийто първи сезон стартира на 14 септември 2019 г. и завършва на 7 декември. Победител в него е Гарванът, изигран от Михаела Маринова. Вторият сезон започва на 12 септември 2020 г. и завършва на 5 декември. Победител в него е Баба Яга, изигран от Борислав Захариев. Третият сезон започва на 11 септември 2021 г. и завършва на 4 декември. Победител е Госпожицата, изиграна от Виктория Георгиева.
От 4 юни до 27 август 2023 г. се излъчват повторения на първия сезон всяка неделя от 20:00 до 22:30. На 22 юни 2024 г. стартира повторното излъчване на първите епизоди от втори сезон всяка събота от 20:00 до 23:00, което продължава до 20 юли.

## Сезони
| Сезон | Сезон | ТВ канал | Година | Епизоди | Старт        | Финал      | Излъчване             | Победител                        |
| ----- | ----- | -------- | ------ | ------- | ------------ | ---------- | --------------------- | -------------------------------- |
|       | 1     | NOVA     | 2019   | 13      | 14 септември | 7 декември | събота, 20:00 – 23:00 | Михаела Маринова (Гарванът)      |
|       | 2     | NOVA     | 2020   | 13      | 12 септември | 5 декември | събота, 20:00 – 23:00 | Борислав Захариев (Баба Яга)     |
|       | 3     | NOVA     | 2021   | 13      | 11 септември | 4 декември | събота, 20:00 – 23:00 | Виктория Георгиева (Госпожицата) |

## Водещи и детективски панел
| Сезон | Сезон | Водещи                  | Водещи                | Панелисти   | Панелисти   | Панелисти               | Панелисти      |
| ----- | ----- | ----------------------- | --------------------- | ----------- | ----------- | ----------------------- | -------------- |
|       | 1     | Димитър Рачков          | Васил Василев – Зуека | Ники Кънчев | Гала        | Герасим Георгиев – Геро | Мария Илиева   |
|       | 2     | Герасим Георгиев – Геро | Васил Василев – Зуека | Азис        | Алекс Раева | ГОСТ                    | Владимир Пенев |
|       | 3     | Герасим Георгиев – Геро | Краси Радков          | Алекс Раева | Азис        | Марта Вачкова           | Владимир Пенев |

В първи сезон водещи са Димитър Рачков и Васил-Василев-Зуека, а детективският панел е съставен от Гала, Мария Илиева, Ники Кънчев и Герасим Георгиев-Геро. Гост-детектив в седми епизод е Юлиан Вергов, а в единадесети епизод братя Аргирови (когато отсъства Илиева). В новогодишният епизод гост панелист е Любо Киров.
Във втори сезон – Александра Раева, Владимир Пенев и Азис помагат на зрителите в отгатването на маскираните, а Герасим Георгиев-Геро и Васил Василев-Зуека водят формата. Гост-детективи във втори сезон са Михаела Маринова (когато отсъства Раева), Виктор Калев, Николай Сотиров, Юлиан Вергов (в седми епизод, когато отсъства Пенев), Мартина Вачкова, Любомир Нейков, Стефания Колева, Яна Маринова, Тончо Токмакчиев, Димитър Маринов, Криско (в началото на епизода е в костюма на Бебето) и Джуди Халваджиян.
В трети сезон водещи са Герасим Георгиев-Геро и Красимир Радков, а панелисти са Александра Раева, Азис, Мартина Вачкова и Владимир Пенев. Гост-детектив в пети епизод е Гала (когато Азис отсъства).

## Формат
Известни българи изпълняват песни които сами подбират в продължение на три месеца. Специално създадени за шоуто костюми на животни и митични същества скриват самоличността на участниците при всяка тяхна изява на сцената. Нито екипът на шоуто, нито дори приятелите и семействата на участниците знаят тяхната самоличност.
Всяка седмица участниците са разделени на групи и влизат в музикална битка помежду си. Преди всяко тяхно изпълнение се разкриват определени жокери, които да помогнат на зрителите да ги разкрият. Допълнително в помощ на зрителите са и детективите на шоуто, които дават своите предположения след всяко изпълнение.
Зрителите гласуват за изпълненията на участниците. Този, който събере най-малък вот, отпада и сваля своята маска. Победителят е този, който свали своята маска последен.

## Първи сезон

### Детективски панел
| Панелист                | Епизоди | Епизоди | Епизоди | Епизоди | Епизоди | Епизоди | Епизоди | Епизоди | Епизоди | Епизоди | Епизоди | Епизоди | Епизоди | Епизоди |
| Панелист                | 1       | 2       | 3       | 4       | 5       | 6       | 7       | 8       | 9       | 10      | 11      | 12      | 13      | 14      |
| ----------------------- | ------- | ------- | ------- | ------- | ------- | ------- | ------- | ------- | ------- | ------- | ------- | ------- | ------- | ------- |
| Ники Кънчев             | Да      | Да      | Да      | Да      | Да      | Да      | Да      | Да      | Да      | Да      | Да      | Да      | Да      | Да      |
| Гала                    | Да      | Да      | Да      | Да      | Да      | Да      | Да      | Да      | Да      | Да      | Да      | Да      | Да      | Да      |
| Юлиан Вергов            |         |         |         |         |         |         | Да      |         |         |         |         |         |         |         |
| Любо Киров              |         |         |         |         |         |         |         |         |         |         |         |         |         | Да      |
| Герасим Георгиев – Геро | Да      | Да      | Да      | Да      | Да      | Да      | Да      | Да      | Да      | Да      | Да      | Да      | Да      | Да      |
| Мария Илиева            | Да      | Да      | Да      | Да      | Да      | Да      | Да      | Да      | Да      | Да      |         | Да      | Да      | Да      |
| Благовест Аргиров       |         |         |         |         |         |         |         |         |         |         | Да      |         |         |         |
| Светослав Аргиров       |         |         |         |         |         |         |         |         |         |         | Да      |         |         |         |

### Участници
- Гарванът – Михаела Маринова (поп певица) (Победител)
- Розата – Жана Бергендорф (поп певица)
- Пчелата – Маги Джанаварова (поп певица)
- Пилето – Дивна (поп певица)
- Принцесата – Алисия (поп-фолк певица)
- Кукерът – Ненчо Балабанов (актьор, ТВ водещ, певец)
- Шапката – Къци Вапцаров (ТВ водещ)
- Бухалът – Валентин Михов (футболен функционер, бизнесмен)
- Лъвът – Албена Михова (актриса)
- Пеперудата – Прея (поп певица)
- Шотландецът – Юлиян Константинов (оперен певец)
- Бикът – Филип Аврамов (актьор)
- Звездата – Енчо Данаилов (актьор, ТВ водещ)
- Рицарят – Димо Алексиев (актьор)
- Коконата – Джулиана Гани (модел)
- Паунът – Иван Звездев (кулинар, ТВ водещ)

### Специални гост-маски
- Тиборгът – Филип Аврамов (актьор)

### Новогодишен концерт (размяна на маските)
- Пеперудата – Жана Бергендорф
- Пчелата – Дивна
- Звездата – Ненчо Балабанов
- Принцесата – Маги Джанаварова
- Розата – Роберта (поп и рок певица)
- Рицарят – Димо Алексиев
- Лъвът – Прея
- Коконата – Стефан Илчев (поп певец)
- Пилето – Михаела Маринова
- Паунът – Къци Вапцаров
- Шапката – Магърдич Халваджиян (режисьор, тв продуцент)

## Втори сезон

### Детективски панел
| Панелист         | Епизоди | Епизоди | Епизоди | Епизоди | Епизоди | Епизоди | Епизоди | Епизоди | Епизоди | Епизоди | Епизоди | Епизоди | Епизоди | Епизоди |
| Панелист         | 1       | 2       | 3       | 4       | 5       | 6       | 7       | 8       | 9       | 10      | 11      | 12      | 13      |         |
| ---------------- | ------- | ------- | ------- | ------- | ------- | ------- | ------- | ------- | ------- | ------- | ------- | ------- | ------- | ------- |
| Азис             | Да      | Да      | Да      | Да      | Да      | Да      | Да      | Да      | Да      | Да      | Да      | Да      | Да      |         |
| Михаела Маринова | Да      |         |         |         |         |         |         |         |         |         |         |         |         |         |
| Александра Раева |         | Да      | Да      | Да      | Да      | Да      | Да      | Да      | Да      | Да      | Да      | Да      | Да      |         |
| Виктор Калев     |         | Да      |         |         |         |         |         |         |         |         |         |         |         |         |
| Николай Сотиров  |         |         | Да      |         |         |         |         |         |         |         |         |         |         |         |
| Мартина Вачкова  |         |         |         |         | Да      |         |         |         |         |         |         |         |         |         |
| Любомир Нейков   |         |         |         |         |         | Да      |         |         |         |         |         |         |         |         |
| Стефания Колева  |         |         |         |         |         |         | Да      |         |         |         |         |         |         |         |
| Юлиан Вергов     |         |         |         | Да      |         |         | Да      |         |         |         |         |         |         |         |
| Яна Маринова     |         |         |         |         |         |         |         | Да      |         |         |         |         |         |         |
| Тончо Токмакчиев |         |         |         |         |         |         |         |         | Да      |         |         |         |         |         |
| Димитър Маринов  |         |         |         |         |         |         |         |         |         | Да      |         |         |         |         |
| Криско           |         |         |         |         |         |         |         |         |         |         | Да      |         |         |         |
| Джуди Халваджиян |         |         |         |         |         |         |         |         |         |         |         | Да      |         |         |
| Владимир Пенев   | Да      | Да      | Да      | Да      | Да      | Да      |         | Да      | Да      | Да      | Да      | Да      | Да      |         |

### Участници
- Баба Яга – Борислав Захариев (актьор) (Победител)
- Булката – Невена Цонева (поп певица)
- Хищницата – Християна Лоизу (поп и оперна певица)
- Макаронът – Деси Слава (поп-фолк певица)
- Златният – Кристиан Кирилов (актьор)
- Плашилото – Пейо Филипов (музикант, ТВ пощальон)
- Бебето – Къци Вапцаров (ТВ водещ)
- Палячи – Теди Кацарова (поп певица)
- Мозъкът – Георги Низамов (актьор)
- Светлината – Стефан Илчев (поп певец)
- Книгата – Милена Славова (рок певица)
- Ангелът – Есил Дюран (поп-фолк певица)
- Змията – Борис Солтарийски (поп-рок и поп-фолк певец)
- Очите – Поли Генова (поп певица)

### Специални гост-маски
- Рицарят – Николай Сотиров (актьор)
- Пилето – Лара Златарева (ТВ водеща, актриса)
- Пчелата – Йоана Димитрова (поп певица)
- Лъвът – Тото (рап и R&B певец)
- Гарванът – Славин Славчев (поп-рок певец)
- Кукерът – Драгомир Драганов (ТВ водещ, естраден певец)
- Шапката – Антон Стефанов (журналист)
- Принцесата – Дара Екимова (поп певица)
- Звездата – Цецо Елвиса (певец)
- Розата – Нети (поп певица, актриса)
- Коконата – Милена Маркова (актриса)
- Паунът – Руслан Мъйнов (актьор, певец)
- Пеперудата – Петя Буюклиева (естрадна певица)
- Шотландецът – Етиен Леви (естраден певец, музикален педагог)
- Бикът – Влади Априлов (режисьор, сценарист)

## Трети сезон

### Детективски панел
| Панелист         | Епизоди | Епизоди | Епизоди | Епизоди | Епизоди | Епизоди | Епизоди | Епизоди | Епизоди | Епизоди | Епизоди | Епизоди | Епизоди | Епизоди |
| Панелист         | 1       | 2       | 3       | 4       | 5       | 6       | 7       | 8       | 9       | 10      | 11      | 12      | 13      |         |
| ---------------- | ------- | ------- | ------- | ------- | ------- | ------- | ------- | ------- | ------- | ------- | ------- | ------- | ------- | ------- |
| Александра Раева | Да      | Да      | Да      | Да      | Да      | Да      | Да      | Да      | Да      | Да      | Да      | Да      | Да      |         |
| Азис             | Да      | Да      | Да      | Да      |         | Да      | Да      | Да      | Да      | Да      | Да      | Да      | Да      |         |
| Гала             |         |         |         |         | Да      |         |         |         |         |         |         |         |         |         |
| Мартина Вачкова  | Да      | Да      | Да      | Да      | Да      | Да      | Да      | Да      | Да      | Да      | Да      | Да      | Да      |         |
| Владимир Пенев   | Да      | Да      | Да      | Да      | Да      | Да      | Да      | Да      | Да      | Да      | Да      | Да      | Да      |         |

### Участник
- Госпожицата – Виктория Георгиева (поп певица) (Победител)
- Гъбарко – Крисия (поп певица)
- Носорогът – Миро (поп певец)
- Камъкът – Тото (рап и R&B певец)
- Самураят – Владимир Михайлов (поп певец, актьор)
- Перлата – Лора Караджова (R&B певица)
- Прилепът – Георги Симеонов (поп певец)
- Заекът – Мария Игнатова (ТВ водеща, актриса)
- Букетът – Рени (поп-фолк певица)
- Малинката – Лейди Би (R&B певица)
- Порцеланът – Дара Екимова (поп певица)
- Гларусът – Дарин Ангелов (актьор)
- Куфарът – Калин Вельов (музикант)
- Циркът – Боби Ваклинов (репортер, рапър)

### Специални гости
- Змията – Евгени Будинов (актьор)
- Златният – Борислав Захариев (актьор)
- Баба Яга – Ваня Щерева (актриса, писателка, певица)
- Бебето – Михаил Дюзев (журналист)
- Бикът – Димитър Кърнев (музикант)
- Булката – Маги Джанаварова (поп певица)
- Рицарят – Ивайло Захариев (актьор)
- Звездата – Евгени Минчев (светски ПР)
- Плашилото – Мария Илиева (поп певица)
- Шотландецът – Ивайло Цветков (журналист, публицист)
- Шапката – Къци Вапцаров (ТВ водещ)
- Ангелът – Дивна (поп певица)
- Макаронът – Богдана Трифонова (радиоводеща)
- Очите – Мариан Бачев (актьор)
- Бухалът – Башар Рахал (актьор)
- Принцесата – Деси Добрева (поп певица)